# Renke Brahms

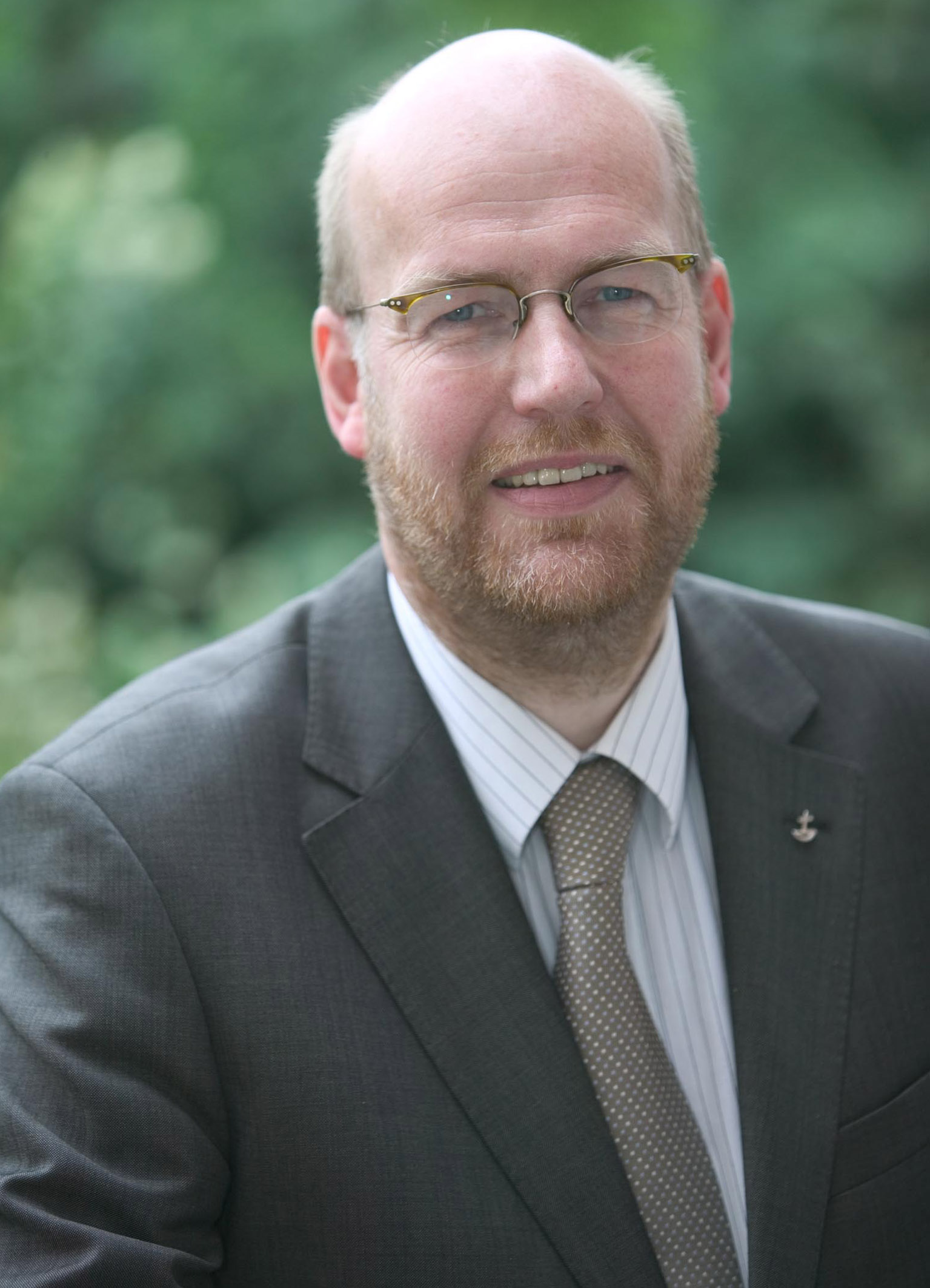
Pastor Renke Brahms

Renke Diedrich Brahms (* 29. April 1956 in Bremen) ist ein deutscher evangelischer Theologe, Pastor und war von 2007 bis 2019 Schriftführer der Bremischen Evangelischen Kirche.

## Leben
Nach seinem Abitur in Bremen studierte Brahms Evangelische Theologie in Münster, Tübingen und Göttingen. Er wurde am 28. April 1985 in Bremen ordiniert und war anschließend 16 Jahre Pastor der Melanchthon-Gemeinde in Bremen. Im Anschluss hieran war er als „Pastor für Religionspädagogik“ zuständig für die Aus- und Weiterbildung von Erzieherinnen. Er ist Vorsitzender der Bremischen Bibelgesellschaft und wurde im Jahr 2007 vom Kirchentag zum Schriftführer der Bremischen Evangelischen Kirche gewählt. Dieses Amt übte Brahms zwei Sessionen aus; im Jahre 2019 stellte er sich nicht zur Wiederwahl. Renke Brahms ist seit Februar 2019 nebenamtlicher Direktor der Evangelischen Wittenbergstiftung und übernahm das Amt ab August 2019 hauptamtlich. Ende September 2021 trat er in den Ruhestand.
Von 2008 bis 2021 bekleidete Brahms das neu geschaffene Amt des Friedensbeauftragten der Evangelischen Kirche in Deutschland (EKD). Ferner ist Renke Brahms auch im Beirat der evangelischen Seelsorge in der Bundeswehr.
Brahms ist verheiratet und Vater zweier Kinder.

## Positionen
In einem Kirchenwort zu Afghanistan, das Brahms am 25. Januar 2010 mitveröffentlichte, warnte die Evangelische Kirche in Deutschland (EKD) vor einem bloßen „Weiter so“ in der Afghanistanpolitik. Dies würde dem militärischen Einsatz die friedensethische Legitimation entziehen.